# Boeing Model 1
Boeing Model 1 (B & W Seaplane) – amerykański dwupłatowy, jednosilnikowy wodnosamolot, pierwszy samolot zbudowany w zakładach Boeinga.

## Konstrukcja
Model 1 został zaprojektowany przez Williama Boeinga i komandora George'a Westervelta, dlatego znany jest także jako „B&W” od nazwisk jego twórców. Zbudowany został w pływającym hangarze/łodzi mieszkalnej należącej do Boeinga w czerwcu 1916.
Samolot miał konwencjonalną konstrukcję, typową dla swojej ery. Drewniany szkielet kadłuba pokryty był płótnem, podobnie jak skrzydła, wzmocnione zastrzałami i ciągami. Napęd stanowił sześciocylindrowy silnik Hall-Scott A-5 o mocy 93 kW. Do rozruchu silnika służył zbiornik ze sprężonym powietrzem umieszczony z tyłu kadłuba.
Początkowo samolot miał oryginalny układ kontrolny: ruch drążka sterowego do przodu i tyłu operował sterem wysokości; przechył w bok poruszał lotkami; umieszczone na górze drążka koło operowało sterem pionowym. Przepustnica obsługiwana była prawą nogą. Rozwiązanie takie nie okazało się praktyczne i zostało zmienione na standardowe drążkiem sterowym i orczykiem.
Po pierwszych próbach oryginalne pływaki okazały się nieadekwatne i zostały zamienione na większe i bardziej opływowe.

## Historia
Zbudowano dwa egzemplarze, pierwszy nazwany Bluebird (Blękitnik) odbył pierwszy lot 29 czerwca 1916, drugi – Mallard (Krzyżówka) – w listopadzie 1916 roku. Obydwa samoloty oferowano na sprzedaż United States Navy, która jednak nie wyraziła zainteresowania. W 1918 samoloty zostały zakupione przez rząd Nowej Zelandii, gdzie służyły jako samoloty pocztowe. 25 czerwca 1919 jeden z nich ustanowił rekord wysokości Nowej Zelandii wzbijając się na 6500 stóp (1981,2 m).

## Replika
W czerwcu 1966 roku z okazji 50 rocznicy powstania Boeinga w zakładach zbudowano replikę samolotu, której nadano nazwę Model 1A. Zewnętrznie samolot był dokładnym odwzorowaniem swoich poprzedników, ale do jego wewnętrznej konstrukcji użyto nowoczesnych materiałów. Szkielet wykonany został ze stali, samolot wyposażono w nowoczesne urządzenia sterujące i awionikę. Masa samolotu wzrosła o ok. 500 funtów (ok. 226 kg), ale miał on praktycznie identyczne osiągi, jak jego protoplasta dzięki silnikowi Lycoming GO-435 o mocy 170 KM.
Początkowo replika była wyposażona tylko w pływaki, tak jak i oryginalny samolot, jednak w późniejszym czasie dodano do nich koła, aby samolot mógł być prezentowany także na pokazach lotniczych nie odbywających się w pobliżu akwenów.